# Стела «Город воинской славы» (Можайск)
Памятник-стела «Город воинской славы» — памятник, расположенный на Губернаторской (Багратионовской) площади в городе Можайске Московской области. Установлен 20 января 2015 года в ознаменование присвоения городу почётного звания Российской Федерации «Город воинской славы».

## История
Звание «Город воинской славы» присваивается городам Российской Федерации, на территории которых или в непосредственной близости от которых в ходе ожесточённых сражений защитники Отечества проявили мужество, стойкость и массовый героизм. Можайская земля за несколько веков пережила множество войн. В 1380 году 60 можайских бояр вместе со своей свитой погибли на Куликовом поле. Мстя за эту битву, в 1382 году город сожгли татары Тохтамыша. В годы Русско-литовской войны (1512—1522) Можайск был центром сбора русских воевод. Важным событием Русско-польской войны (1609—1618) стало Можайское сражение (1618). Снова центром боевых действий город стал в ходе Отечественной войны 1812, когда в окрестностях развернулась Бородинская битва — главное сражение войны. Ожесточённые бои с захватчиками вошли и в историю Великой Отечественной войны 1941—1945 годов, когда в ходе Московской стратегической оборонительной операции на возведённой Можайской линии обороны протяжённостью 220 километров врагу был нанесён большой ущерб. Останки 50 000 советских солдат-освободителей навсегда остались в можайской земле.
В 1985 году к 40-летию Победы за мужество и стойкость, проявленные в годы Великой Отечественной войны, указом Президиума Верховного совета СССР Можайск награждён орденом Отечественной войны I степени.
23 февраля 2012 года главой Можайска Сунгуровым, группой ветеранов и другими жителями Можайска был начат сбор подписей В. В. Путину для присвоения Можайску звания «Город воинской славы». 30 марта 2012 года было собрано без малого 10 000 подписей, письмо было отправлено в администрацию президента.
7 мая 2012 года президент РФ Владимир Путин присвоил звание городов воинской славы Можайску и Малоярославцу. А 2 сентября 2012 года, во время празднований 200-летия Бородинской битвы, В. В. Путин вручил почётные грамоты главам Можайска и Малоярославца.
В соответствии с Указом Президента РФ от 1 декабря 2006 года № 1340, в каждом городе, удостоенном этого высокого звания, устанавливается стела, посвященная этому событию. 7 июня 2013 года в центре города было начато строительство стелы в парке по улице Перяслав-Хмельницкой в сквере между Старой (Никольской) и Комсомольской площадями. По той причине, что стелу начали строить в исторической части города, городская общественность, краеведы, ветераны и представители власти яро дискутировали на эту тему. Уже был вырыт котлован, залиты сваи и начато возведение фундамента, но после смены руководства города всё строительство в этом месте заморожено.
21 марта 2014 года недостроенную стелу начали разбирать. 14 апреля 2014 года фундамент стелы был полностью ликвидирован, а котлован засыпан. 1 мая 2014 года на месте, где была разрушена недостроенная стела, начали строить детскую площадку и тротуар.
В итоге памятник решено было установить в парке на месте бывшего государева села Чертаново, на Чертановских высотах, где во время Бородинской битвы стояли батальоны Барклая-Де-Толли. 23 августа 2014 года из сквера возле Багратионовской площади были убраны силовые тренажеры по причине того, что они мешали строительству стелы в новом месте. 20 октября 2014 года стелу начали возводить на новом месте возле дворца спорта «Багратион». Для проведения данных работ генеральным подрядчиком была выбрана компания ООО «Эвриал», выигравшая тендер.
Торжественное открытие стелы, приуроченное ко Дню освобождения Можайска от фашистских оккупантов, состоялось 20 января 2015 года. В праздничной церемонии, посвящённой семьдесят третьей годовщине освобождения города от немецко-фашистских захватчиков, приняли участие жители Можайска, в том числе ветераны Великой Отечественной войны, военнослужащие, курсанты, учащиеся, представители администрации города и области, учреждений и общественных организаций. Одним из почётных гостей стал внук маршала Говорова — Алексей Сергеевич.
24 февраля 2015 года поступила в обращение почтовая марка, а 18 декабря 2015 года в обращение была выпущена памятная монета «Города воинской славы Можайск» номиналом 10 рублей. Ещё одним символом стал Меч Победы, вручённый Можайску, как и другим городам воинской славы, 9 июня 2022 года в зале Славы Музея Победы в парке Победы на Поклонной горе в Москве. Изготовленный в Златоусте меч покрыт золотом высшей 999,9 пробы и инкрустирован уральскими самоцветами — гранатами, символизирующими пролитую кровь, и голубыми топазами, которые считаются символом мира. Длина мечей составляет 1,2 метра, вес — более пяти килограммов. На клинке, украшенном растительным орнаментом, высечены знаменитые слова князя Александра Невского: «Кто с мечом к нам придет, тот от меча и погибнет». Ранее, в апреле 2015 года, аналогичные Мечи Победы были переданы на вечное хранение городам-героям.

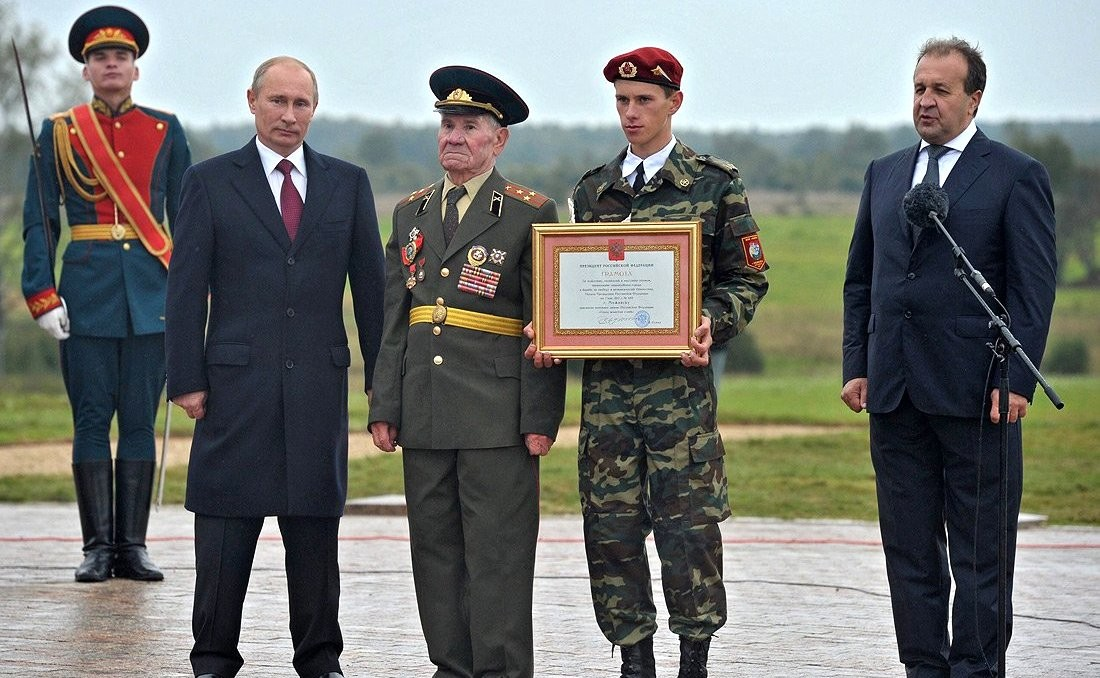
Вручение президентом представителям города грамоты о присвоении почётного звания
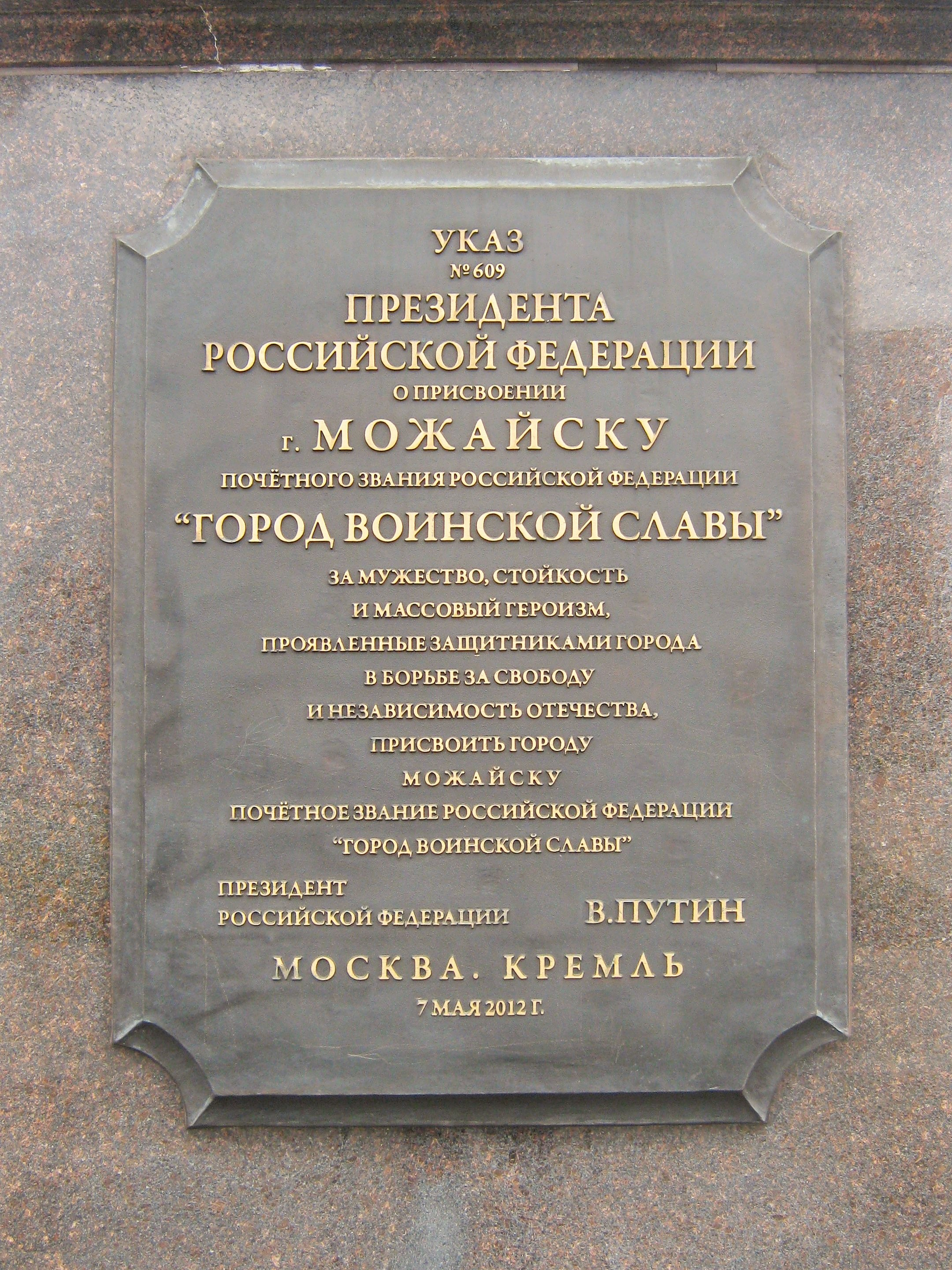
Картуш на постаменте колонны с указом о присвоении Можайску почётного звания
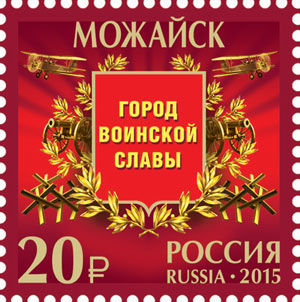
Памятная марка, посвящённая городу воинской славы
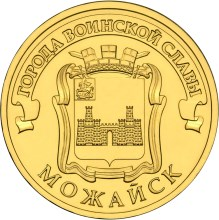
Изображение герба города воинской славы на монете
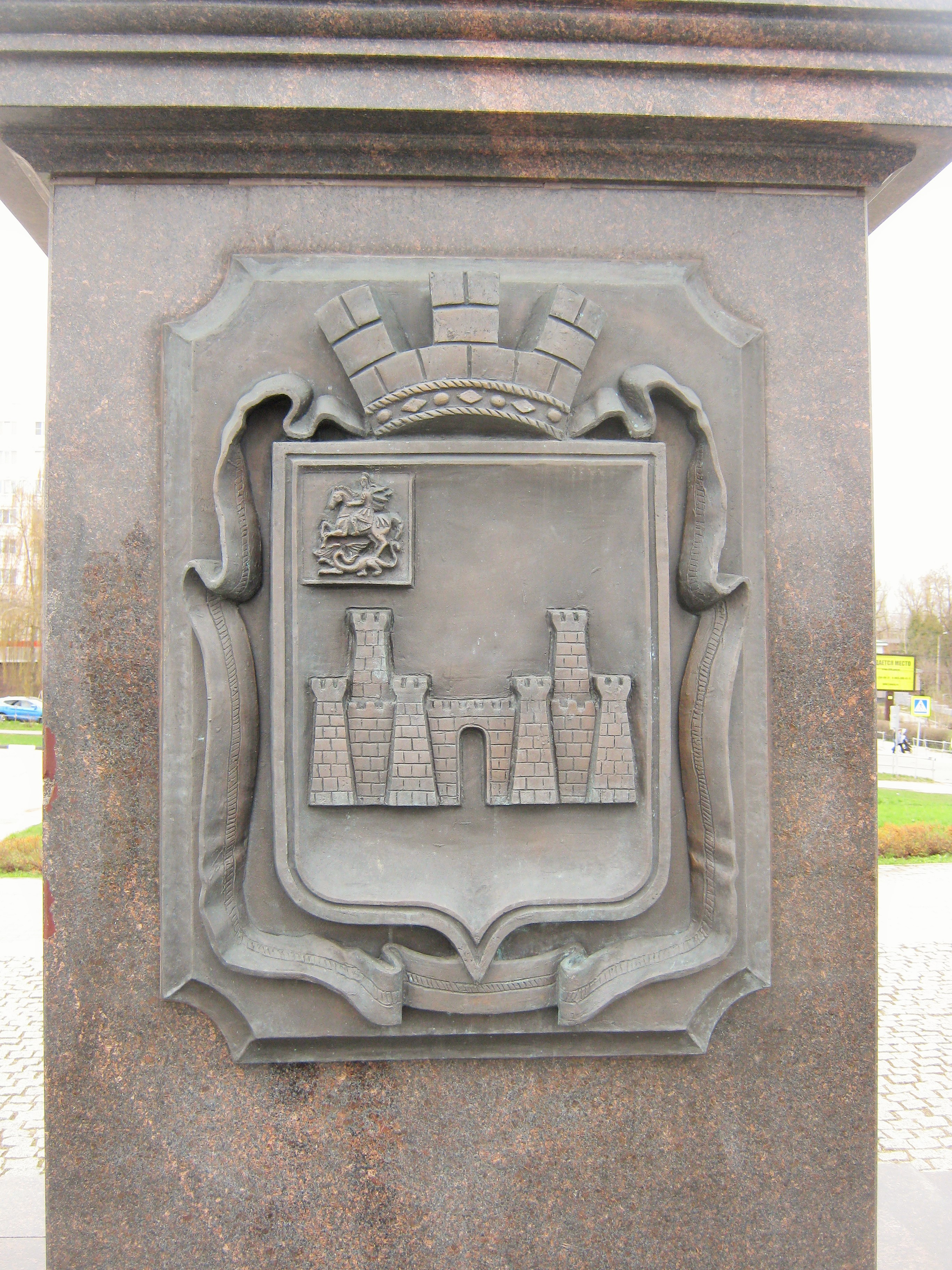
Изображение герба города воинской славы на постаменте колонны

## Описание и изображения

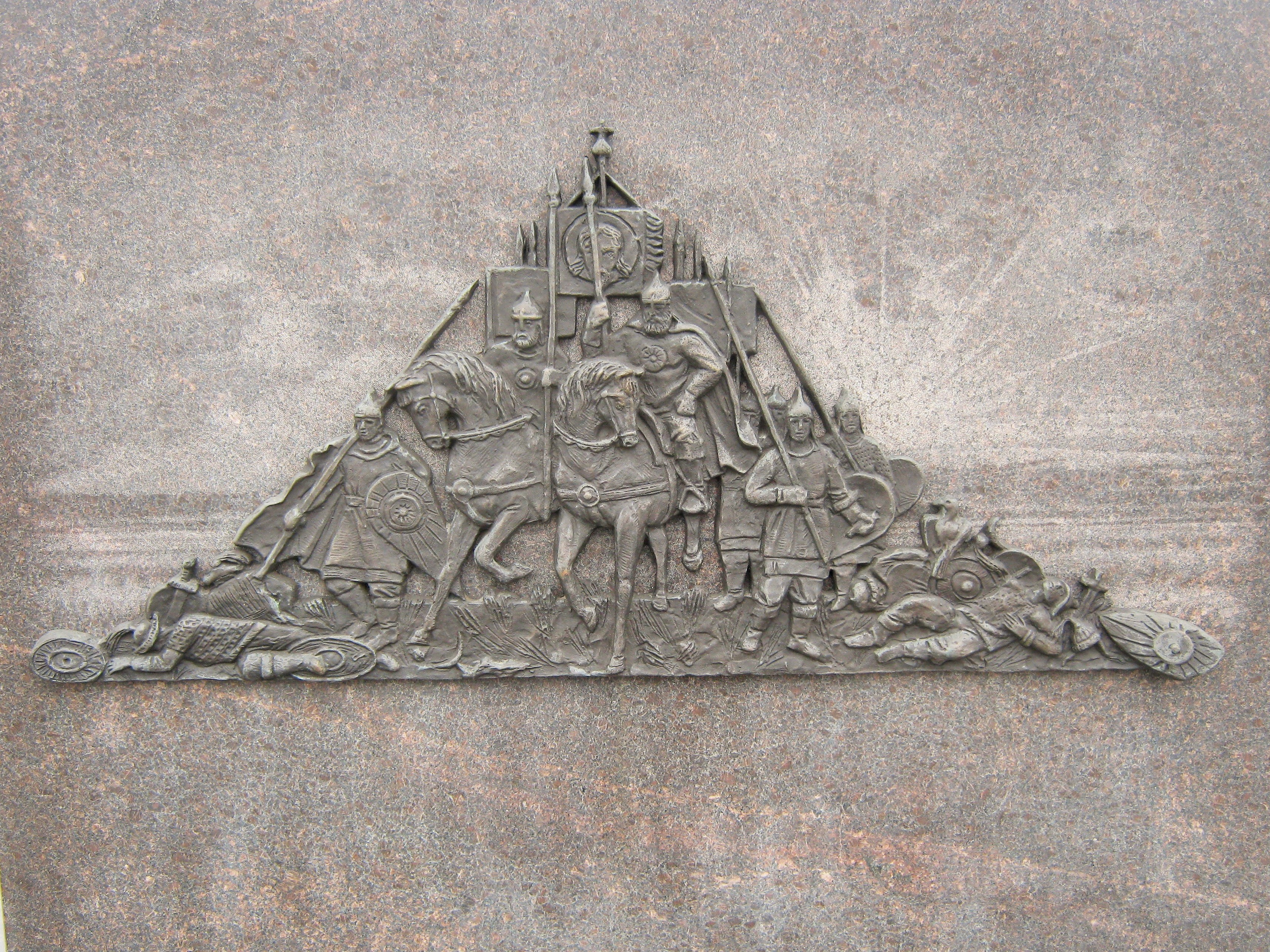
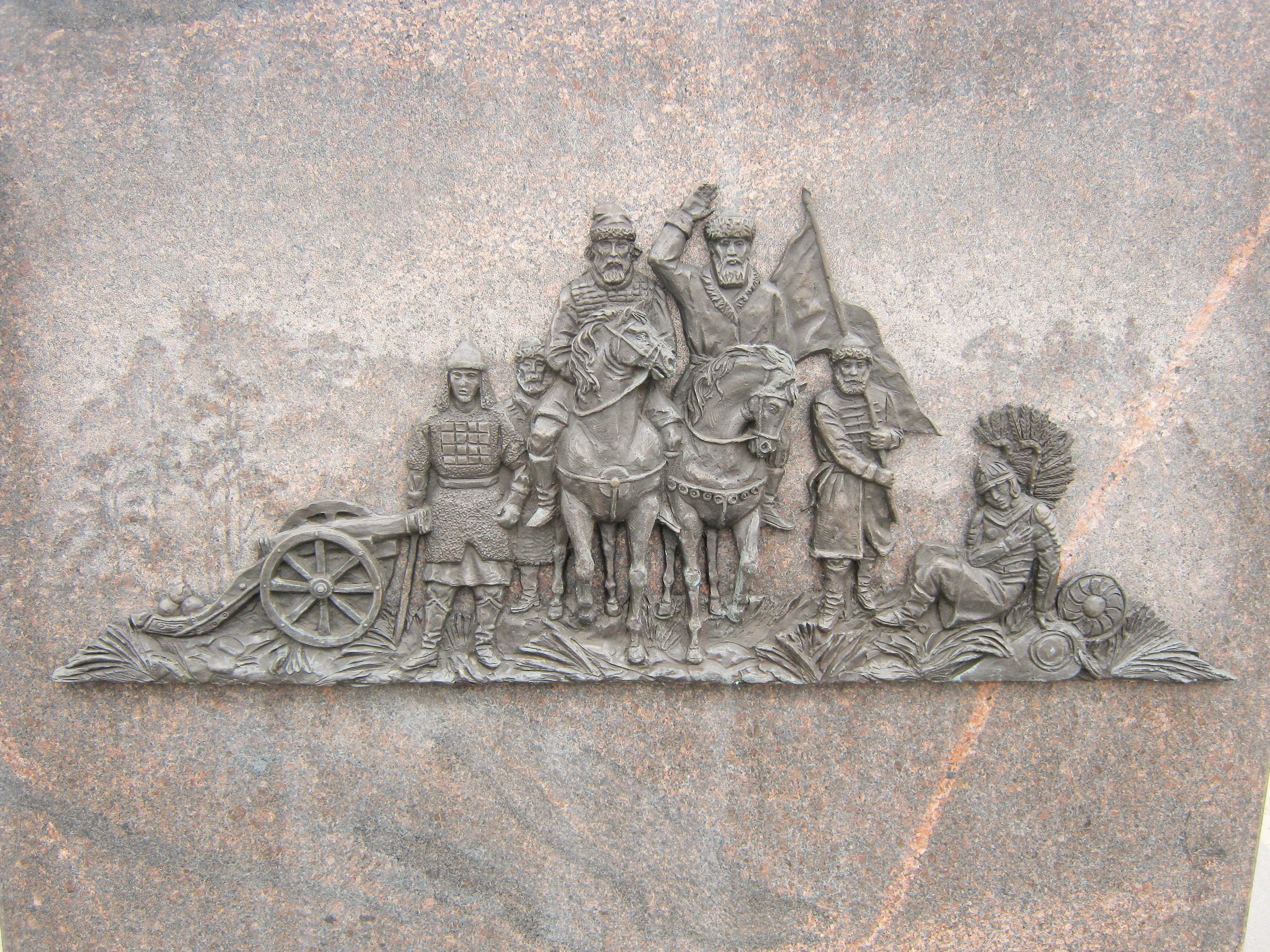
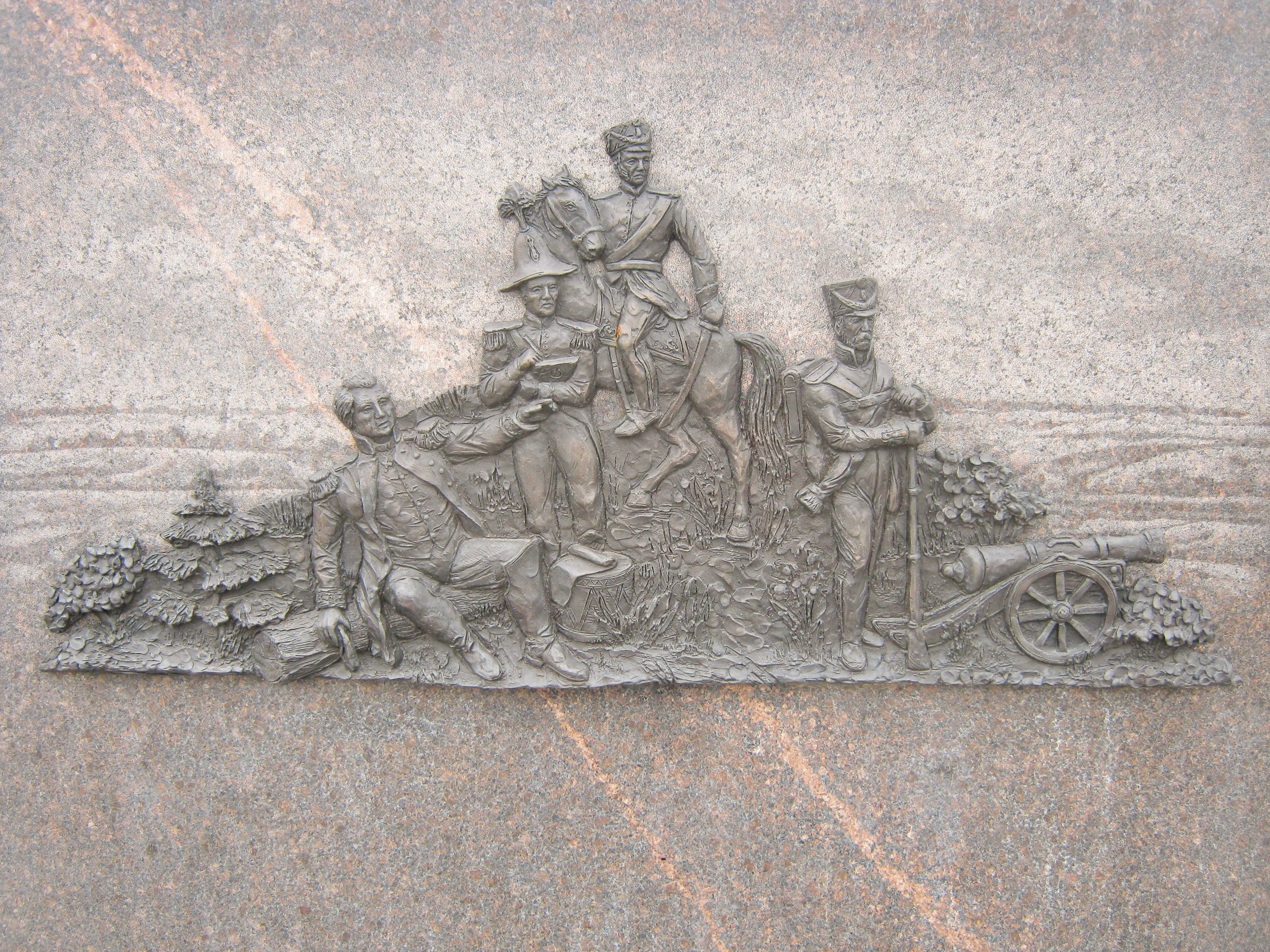
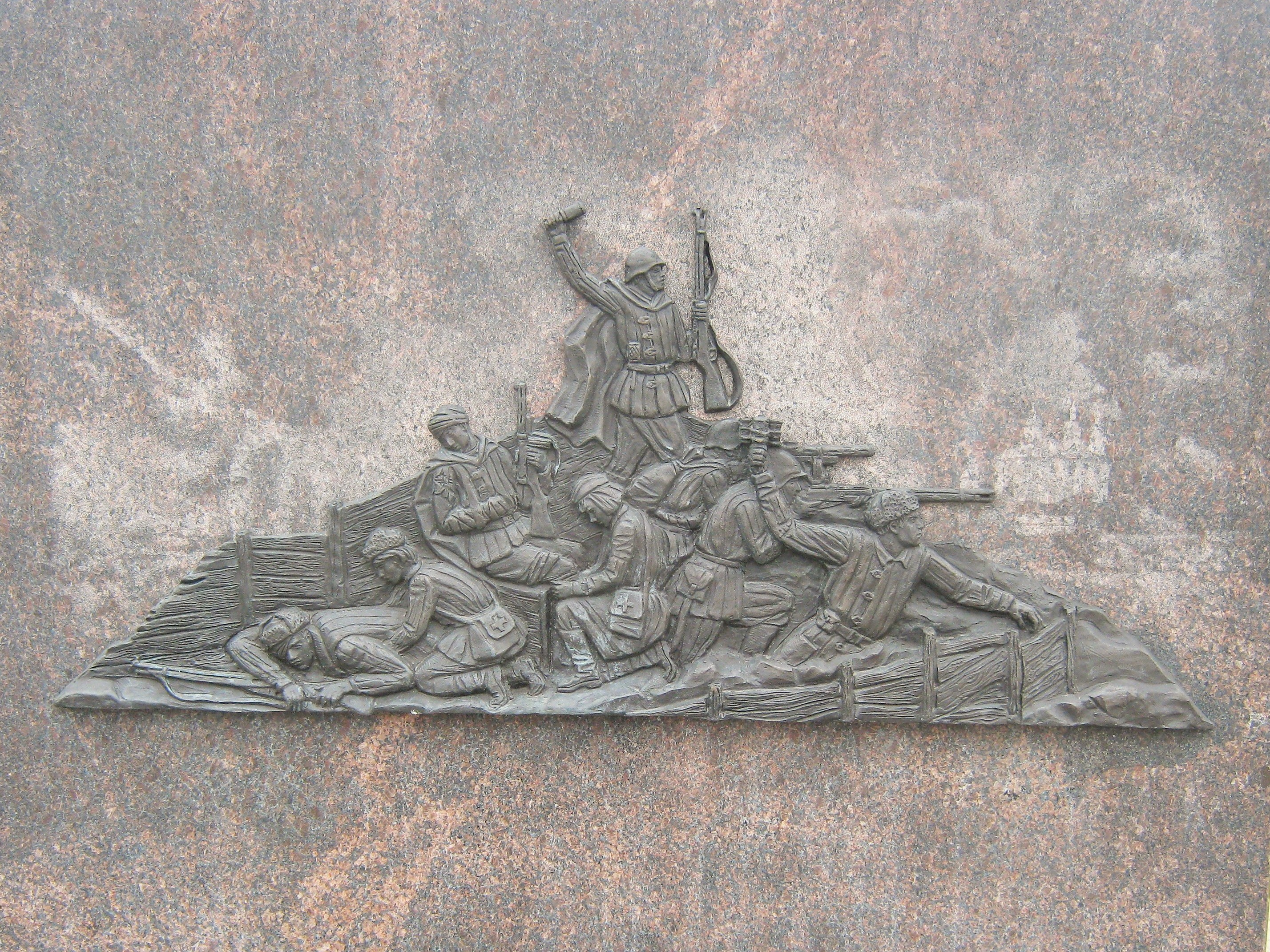

Архитектурно-скульптурное решение памятной стелы «Город воинской славы» утверждено Российским организационным комитетом «Победа» по результатам открытого всероссийского конкурса, в котором в 2008 году победил проект авторского коллектива в составе: Заслуженный архитектор России, действительный член Международной академии архитектуры И. Н. Воскресенский, архитекторы Г. А. Ишкильдина, В. В. Перфильев, Заслуженный художник России, член-корреспондент Российской академии художеств, скульптор С. А. Щербаков.
Мемориал представляет собой гранитную колонну дорического ордера, увенчанную позолоченным гербом России и установленную на постаменте в центре квадратной мощёной площадки. На передней стороне основания колонны расположен картуш с текстом указа Президента РФ о присвоении Можайску почётного звания «Город воинской славы», на обратной стороне — изображение герба города на картуше. По четырём сторонам площадки установлены четыре пилона со скульптурными барельефами, отражающими события из военной истории Можайска.

Ф О Т О Г А Л Е Р Е Я
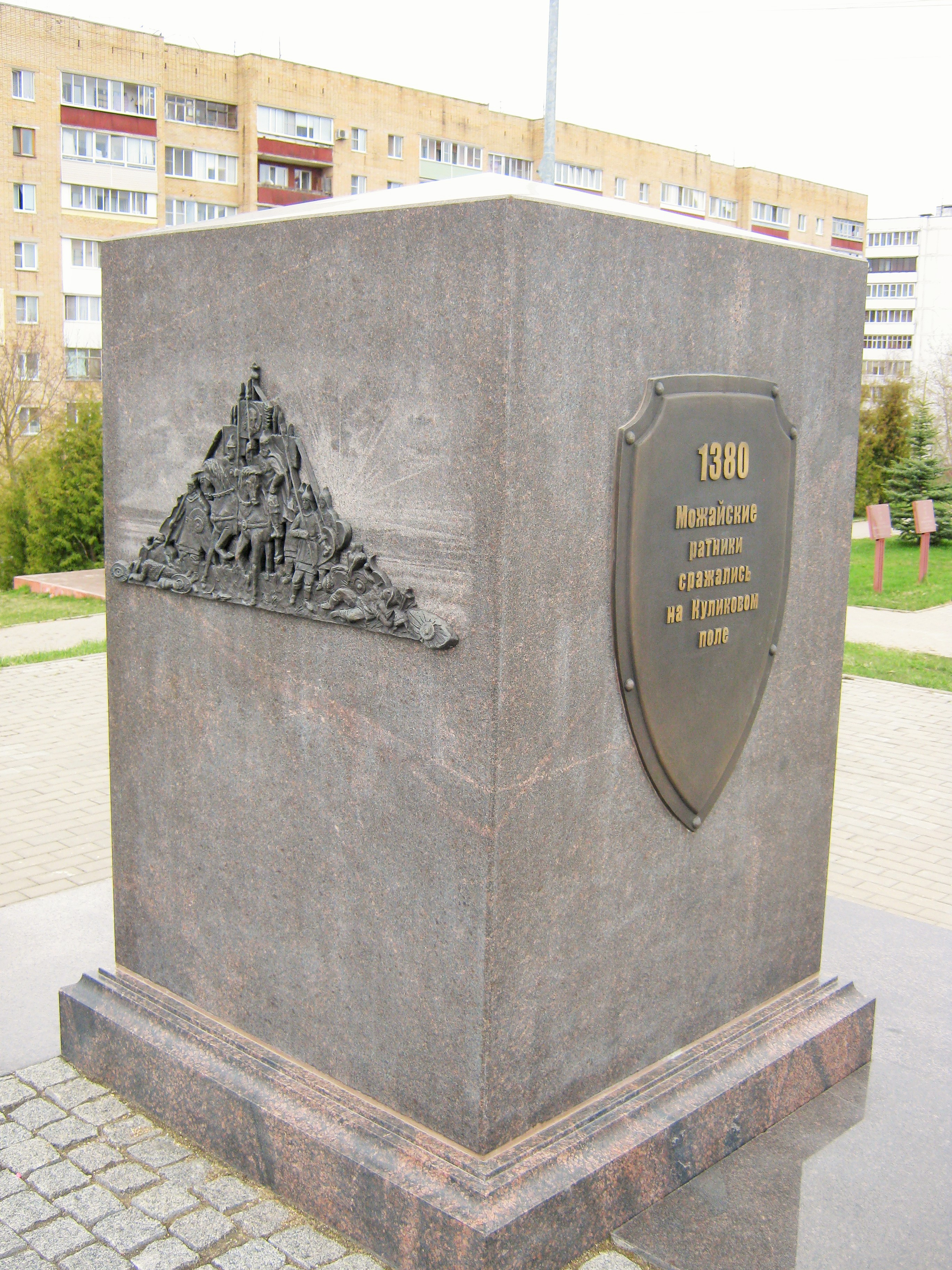
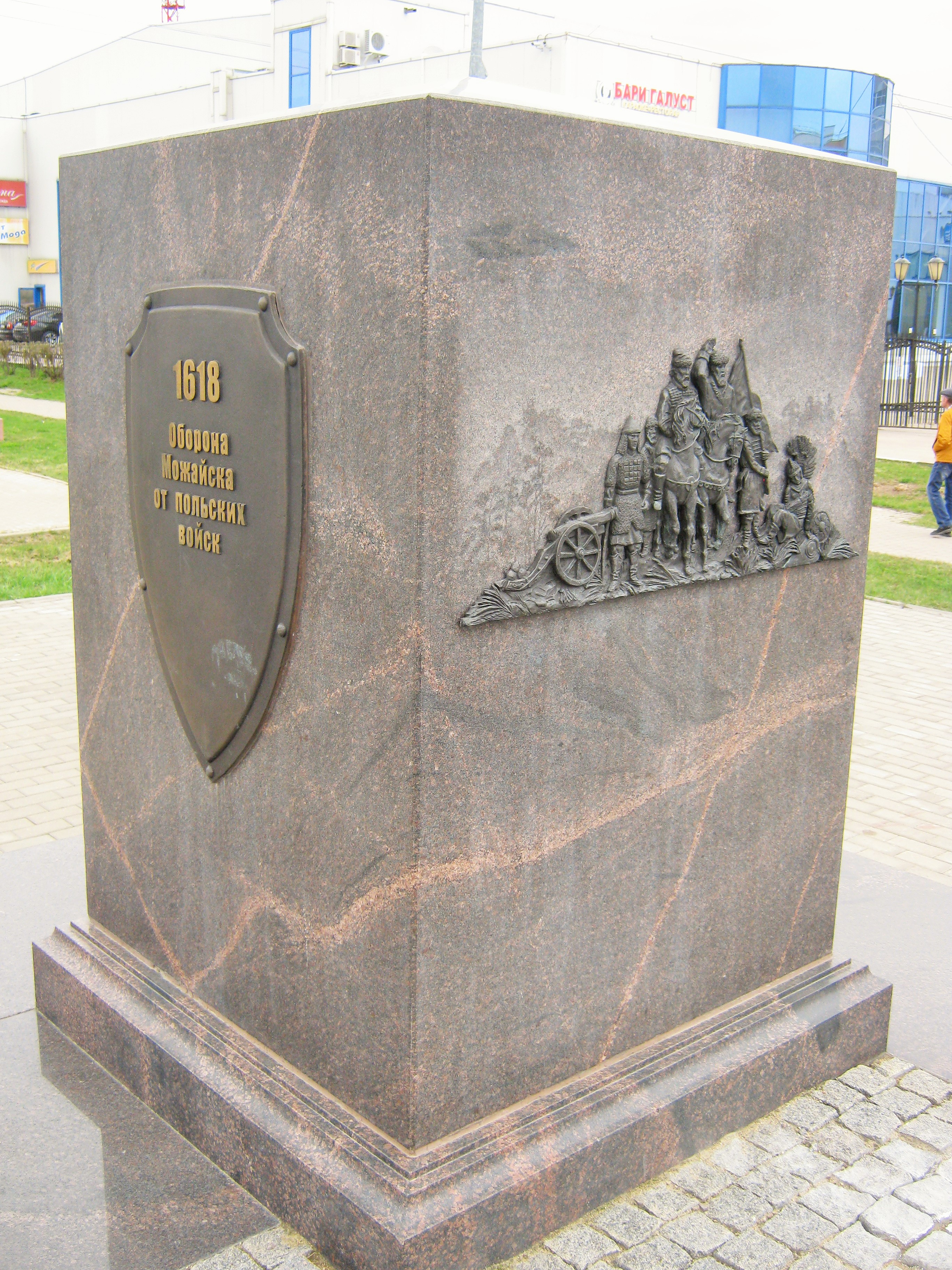
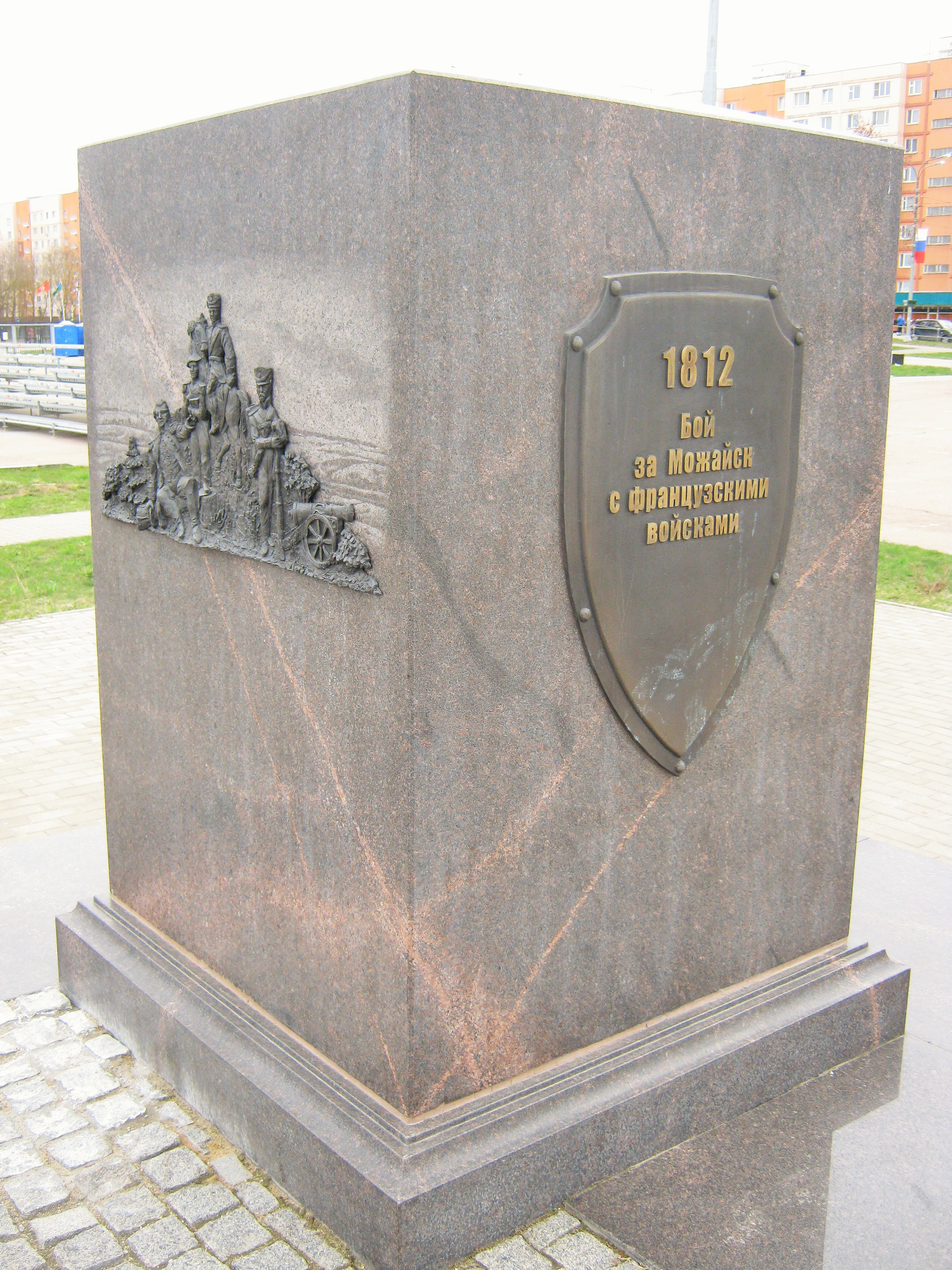
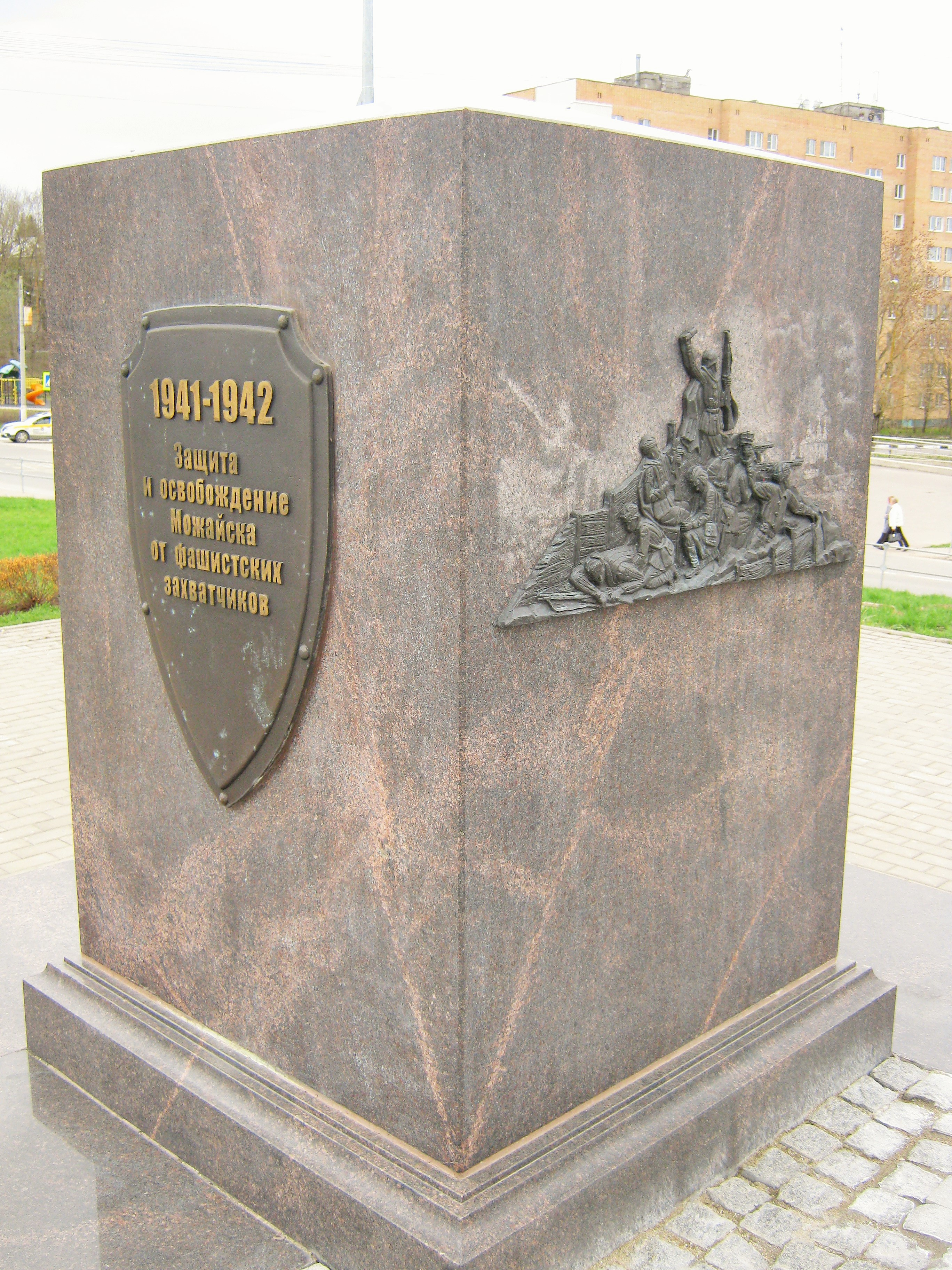

| Можайские ратники сражались на Куликовом поле — 1380 г. | Оборона Можайска от польских войск — 1618 г. | Бой за Можайск с французскими войсками — 1812 г. | Защита и освобождение Можайска от немецко-фашистских захватчиков — 1941—1942 гг. |